# Adalberto II da Toscânia
Adalberto II da Toscânia (Itália  — 917) "O rico" foi o 5º marquês e duque da Toscânia, tendo-o sido de 890 a 917.
Foi em 890 sucessor de seu pai Adalberto I da Toscânia, Marquês da Toscana.
Na luta pelo domínio da Itália, seguiu uma política de conveniência, apoiando sucessivamente cada um dos contendores, dividindo-se assim entre o apoio a Guido de Espoleto, Berengário I, Arnulfo da Caríntia e Luís I, o Piedoso da Provença. 

## Relações familiares
Foi filho de Adalberto I da Toscânia, marquês da Toscana e de Rotilda de Espoleto. Casou com Berta de França, filha de Lotário II da Lotaríngia, rei da Lotaríngia e de Valdrada, de quem teve:
1. Gui da Toscânia, marquês da Toscânia casado com Marózia I de Itália, rainha de Itália e rainha da Provença.